# Buzz!: Quiz TV
Buzz!: Quiz TV (også kendt som Buzz! PS3) er et quizspil udviklet af Relentless Software og Sleepydog til PlayStation 3. Det er det syvende spil i Buzz!-serien og det første med trådløse kontrollere, brugergeneret indhold og internetspil. Buzz! Quiz TV var også et af de første spil som støttede PlayStation 3s trofæsystem.

## Links
- Officiel hjemmeside
- Interview med David Amor Arkiveret 9. januar 2011 hos  Wayback Machine hos IGN
- Sleepydog Ltd Arkiveret 20. december 2012 hos  hos Archive.is